# Бая Маре
Бая Маре (на румънски: Baia Mare, в превод „Голям рудник“; на унгарски: Nagybánya, Надбаня; на немски: Frauenbach, Фрауенбах; на латински: Rivulus Dominarum, Ривулус Доминариум; на идиш: באניע, Баня) е град в северозападна Румъния, център на окръг Марамуреш. Намира се на около 600 км от столицата Букурещ, на 70 км от границата с Унгария и на 50 км от тази с Украйна. Четири села са под администрацията на града: Блидари, Фириза, Валя Нягра и Валя Боркутулуй.
Според преброяването на населението от 2002 г. Бая Маре има 137 921 жители.
През бронзовата епоха районът е бил обитаван от тракийски племена. По-късно той е включен в Дакийското кралство, образувано от крал Буребиста, когато започва проучването на минното дело, тъй като районът е богат на злато и сребро.

## Известни личности
Родени в Бая Маре
- Ласло Немет (1901-1975), писател
- Паула Селинг (р. 1978), певица
- Адриан Сина (р. 1977), певец
- Овидиу Хобан (р. 1982), футболист

## Топографски карти
- Лист от карта L-34-VI Бая-Маре. Мащаб: 1 : 200 000. Издание 1977 г.